# Afraegle
Afraegle é um género botânico pertencente à família Rutaceae.
É um género nativo da região centro-oeste da África tropical (Gabão).

## Espécies
- Afraegle mildbraedii
- Afraegle paniculata
- Lista completa

Esta última espécie tem os seguintes nomes comuns em língua inglesa, francesa eem línguas locais:
- (em inglês) Nigerian powder-flask fruit
- (em francês) citron d'éléphant
- ayanká  (Togo)
- koklodzo  (Gana)
- krokpo  (Gana)
- kugoni  (Togo)
- ovaranguro  (Benin)
- pokoi  (Costa do Marfim)
- shanga  (Nigéria)
- ubuobi  (Gana)